# 40328 Дов
40328 Дов  (40328 Dow) — астероїд головного поясу, відкритий 20 червня 1999 року.
Тіссеранів параметр щодо Юпітера — 3,614.